# 勝利營
勝利營（英語：Camp Victory）是勝利基地複合體的主要部分，佔據巴格達國際機場周邊地區，其法奧宮長期作為伊拉克多國兵團的總部，目前由伊拉克當局掌控。